# Штучна сіль-плавень
Штучна сіль-плавень — застосовувана у старовину штучна сіль як добавка при випробуванні (плавленні) руди — різновид плавню.
Рецепти її приготування описані у праці Георга Агріколи De Re Metallica (1556 р.):
| Штучна сіль, придатна для проби руд, одержується різними способами. По-перше, її отримують з рівних частин сухого винного каменю від вина або оцту і осаду людської сечі, разом виварених доти, поки вони не звернуться в сіль. По-друге, її можна отримати з рів-них же частин золи, якою користуються фарбарі вовни, вапна, сухого очищеного винного каменю і розплавленої солі; від кожного з цих речовин всипають по одному фунту в 20 фунтів людської сечі ; потім всі ці речовини, разом виварені, відціджують на одну третину. До решти ж їх кількістю додають 1 фунт і 4 унції солі. Всю цю суміш всипають у покритий зсередини срібною піною горщик, в якому розчинено 8 фунтів плавленої солі, і розварюють до тих пір, поки не утворюється суха сіль. Третій спосіб полягає в наступному. Неплавлену сіль і іржаве залізо поміщають в посудину і обливають людської сечею. Посудину закривають покришкою і ставлять на 30 днів у тепле місце. Після цього залізо обмивають сечею і відкладають убік, а залишок розчину в посудині варять до тих пір, поки він не перетвориться на сіль. Четвертий спосіб отримання штучної солі полягає в наступному: в розчині з рівних частин вапна і золи, якою користуються фарбарі вовни, виварюють суміш з рівних частин солі, мила, сухого білого винного каменю і селітри до тих пір, поки вона не перетвориться в сіль. |